# Oosthem (dorp)
Oosthem (Fries: Easthim) is een dorp in de gemeente Súdwest-Fryslân, in de Nederlandse provincie Friesland. Oosthem ligt ten westen van IJlst aan de noordoever van de Wijmerts. Aan de Wijmerts liggen twee kleine havens. In 2023 telde het dorp 455 inwoners. In het postcodegebied van Oosthem liggen de buurtschappen Nijezijl en Draaisterhuizen.

## Geschiedenis
De nederzetting is in de middeleeuwen op een terp ontstaan, en ontwikkelde zich snel tot een dorp. Dit werd in 1453 vermeld als Aesthem, in 1492 als Oosthem, in 1505 als Oestheem en in 1579 als Aestem. De plaatsnaam verwijst naar een binnenpolder, een oostelijk gelegen stuk aangeslibd land, van het Oudfriese woord 'hem'; vergelijkbaar met Westhem.
Tot 2011 behoorde Oosthem tot de toenmalige gemeente Wymbritseradeel.

## Kerken
Een van de twee kerken van Oosthem is de Johanneskerk. Deze neoclassicistische zaalkerk stamt uit 1860 en verving een eveneens aan Johannes de Doper gewijde kerk uit de 13e eeuw. De andere kerk is de gereformeerde kerk uit 1887.

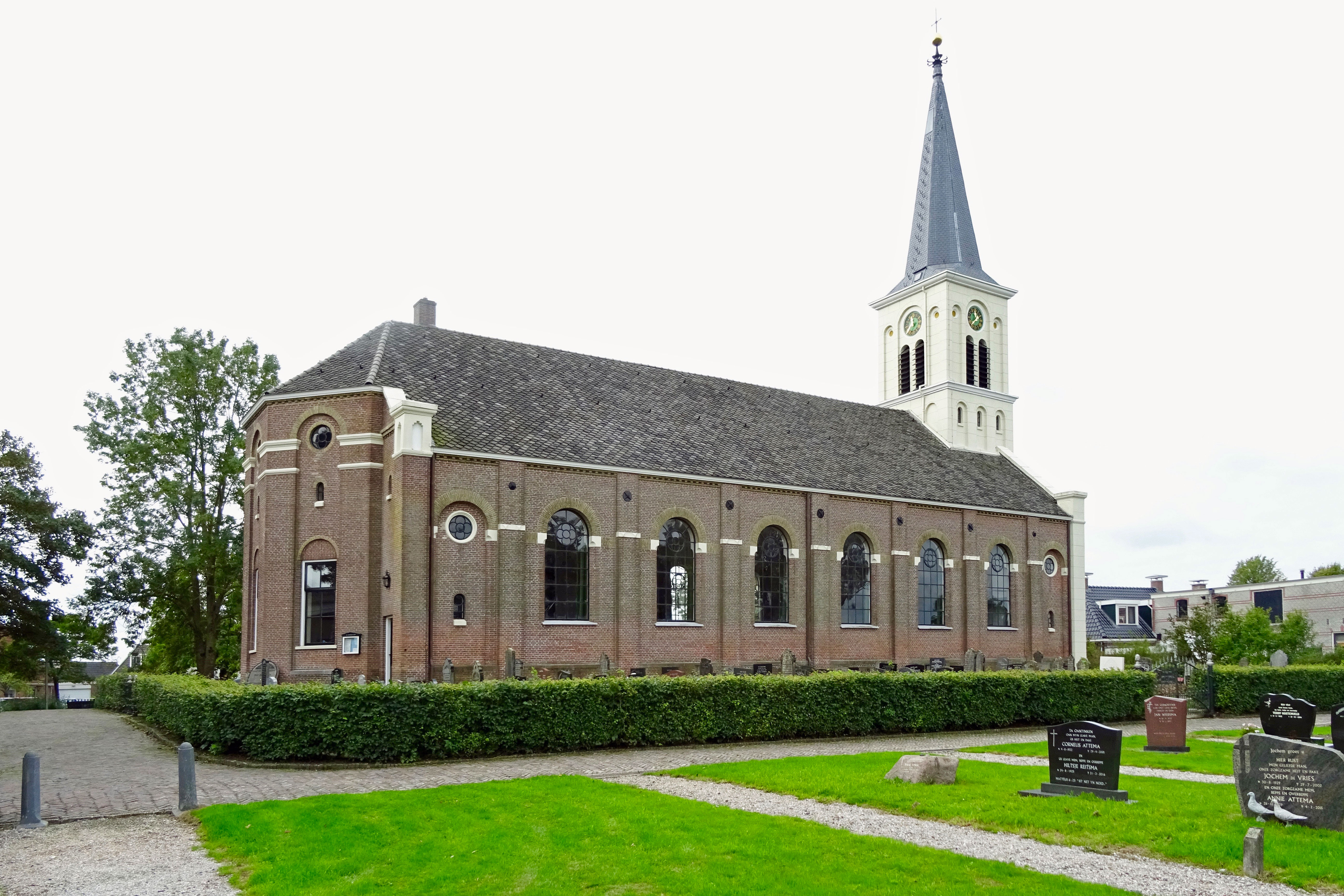
De Johanneskerk
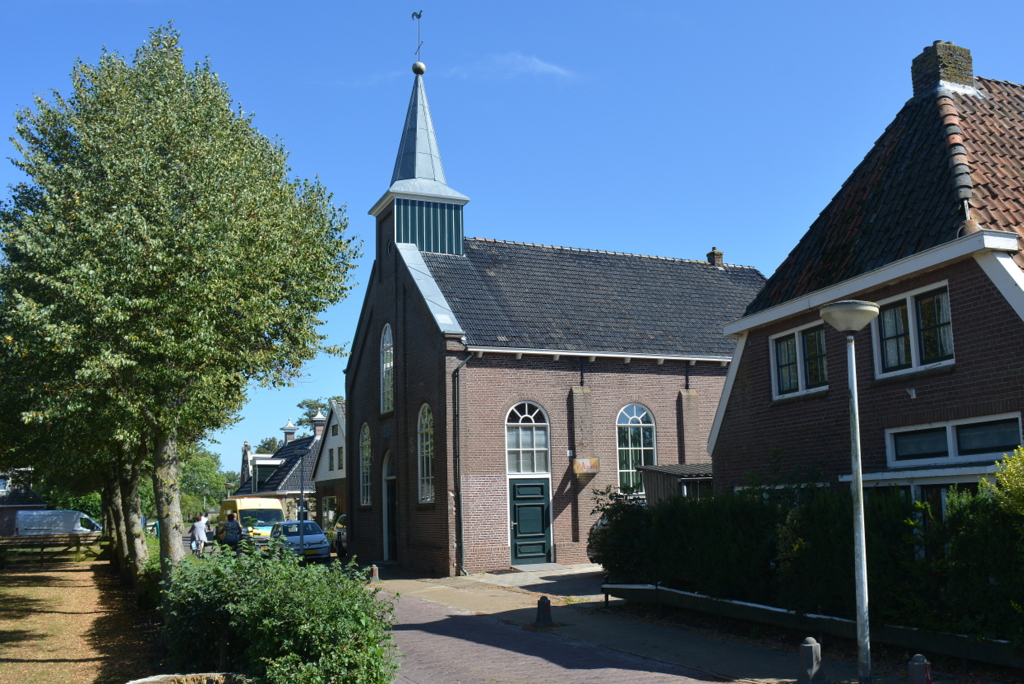
De gereformeerde kerk

## Sport
Het dorp heeft onder meer een badmintonvereniging en een damclub.

## Cultuur

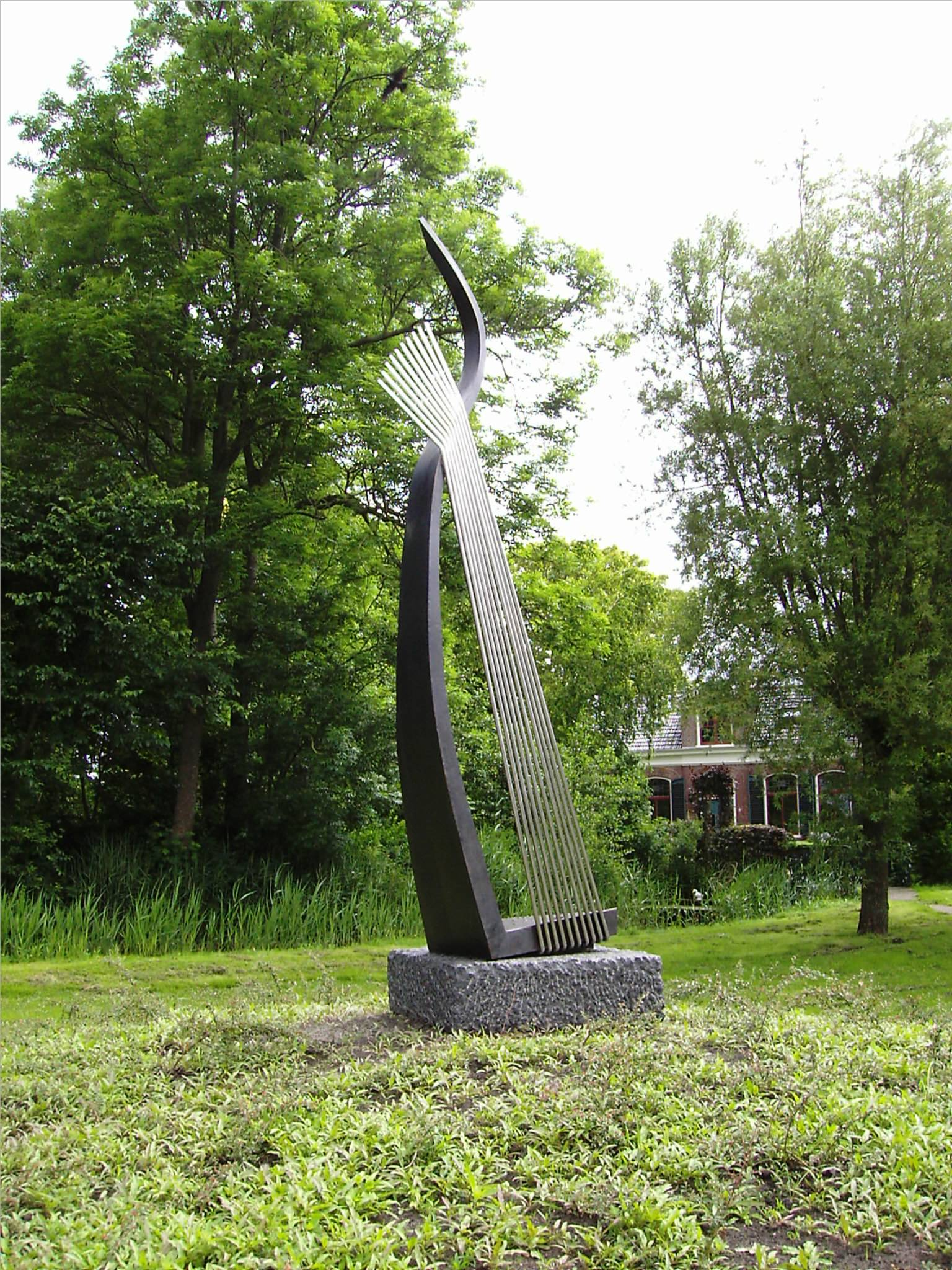
Het beeld De Vrome (2005), door André van der Linden

Het dorp heeft een dorpshuis, It Himsterhûs. Verder kent Oosthem de toneelvereniging Op Triljende Skonken, de brassband Hâld Moed, en het christelijk gemengd koor Nije Moed.

## Onderwijs
Oorspronkelijk stond er in Oosthem een basisschool maar deze is in 2021 gefuseerd met de school van Abbega, en in 2015 met die van Folsgare, die in 2018 is gefuseerd met de school in Nijland.

## Geboren
- Henricus Eskelhoff Gravemeijer (1878-1967), predikant en politicus
- Koeno Gravemeijer (1883-1970), predikant
- Cornelis Pieter van Reeuwijk (1909-1978), burgemeester